# Puchar Pięciu Narodów 1910
Puchar Pięciu Narodów 1910 – pierwsza edycja Puchar Pięciu Narodów, corocznego turnieju w rugby union rozgrywanego pomiędzy pięcioma najlepszymi zespołami narodowymi półkuli północnej, która odbyła się pomiędzy 1 stycznia a 28 marca 1910 roku. Wliczając turnieje w poprzedniej formie, od czasów Home Nations Championship, była to dwudziesta ósma edycja tych zawodów. W turnieju zwyciężyła Anglia.
Zgodnie z ówczesnymi zasadami punktowania dropgol był warty cztery punkty, podwyższenie dwa, natomiast przyłożenie i pozostałe kopy trzy punkty.
Anglicy pokonali Walijczyków po raz pierwszy od dwunastu lat, a walnie do tego przyczynił się Bert Solomon, który jednak odmówił dalszych występów w kadrze.

## Mecze
| 1 stycznia 1910 | Walia                                                                                              | 49:14(21:14) | Francja                                         | St. Helens Ground, Swansea Widzów: 12 000 Sędzia: W. Williams |
| 1 stycznia 1910 | Gibbs 9 (3P) Gronow 3 (P) Jones 3 (P) Maddock 6 (2P) Morgan 6 (2P) Trew 3 (P) Bancroft 19 (8pd, K) | 49:14(21:14) | Laffitte 3 (P) Mauriat 3 (P) Menrath 8 (pd, 2K) | St. Helens Ground, Swansea Widzów: 12 000 Sędzia: W. Williams |

| 15 stycznia 1910 | Anglia                             | 11:6(11:3) | Walia                  | Twickenham Stadium, Londyn Widzów: 18 000 Sędzia: John Dallas |
| 15 stycznia 1910 | Solomon 3 (P) Chapman 8 (P, pd, K) | 11:6(11:3) | Gibbs 3 (P) Webb 3 (P) | Twickenham Stadium, Londyn Widzów: 18 000 Sędzia: John Dallas |

| 22 stycznia 1910 | Szkocja                                                                      | 27:0(11:0) | Francja | Inverleith, Edynburg Widzów: 5000 Sędzia: G.A. Harris |
| 22 stycznia 1910 | Angus 3 (P) Gowlland 3 (P) Robertson 6 (2P) Tennent 9 (3P) MacCallum 6 (3pd) | 27:0(11:0) |         | Inverleith, Edynburg Widzów: 5000 Sędzia: G.A. Harris |

| 5 lutego 1910 | Walia                                                                | 14:0(8:0) | Szkocja | Cardiff Arms Park, Cardiff Sędzia: G.H.B. Kennedy |
| 5 lutego 1910 | Baker 3 (P) Morgan 3 (P) Pugsley 3 (P) Spiller 3 (P) Bancroft 2 (pd) | 14:0(8:0) |         | Cardiff Arms Park, Cardiff Sędzia: G.H.B. Kennedy |

| 12 lutego 1910 | Anglia | 0:0 | Irlandia | Twickenham Stadium, Londyn Widzów: 14 000 Sędzia: T.D. Schofield |
| 12 lutego 1910 |        | 0:0 |          | Twickenham Stadium, Londyn Widzów: 14 000 Sędzia: T.D. Schofield |

| 26 lutego 1910 | Irlandia                                                 | 0:14(0:3) | Szkocja | Balmoral Showgrounds, Belfast Widzów: 12 000 Sędzia: Vincent Cartwright |
| 26 lutego 1910 | Dobson 3 (P) Stuart 3 (P) Walter 6 (2P) MacCallum 2 (pd) | 0:14(0:3) |         | Balmoral Showgrounds, Belfast Widzów: 12 000 Sędzia: Vincent Cartwright |

| 3 marca 1910 | Francja         | 3:11(0:8) | Anglia                                   | Parc des Princes, Paryż Widzów: 8000 Sędzia: G. Bowden |
| 3 marca 1910 | Communeau 3 (P) | 3:11(0:8) | Berry 3 (P) Hudson 6 (2P) Chapman 2 (pd) | Parc des Princes, Paryż Widzów: 8000 Sędzia: G. Bowden |

| 12 marca 1910 | Irlandia        | 3:19(3:3) | Walia                                              | Lansdowne Road, Dublin Sędzia: John Dallas |
| 12 marca 1910 | McIldowie 3 (P) | 3:19(3:3) | Dyke 3 (P) Gibbs 3 (P) Williams 9 (3P) Bush 4 (dg) | Lansdowne Road, Dublin Sędzia: John Dallas |

| 19 marca 1910 | Szkocja                           | 5:14(5:5) | Anglia                                                 | Inverleith, Edynburg Widzów: 25 000 Sędzia: G.H.B. Kennedy |
| 19 marca 1910 | Macpherson 3 (P) MacCallum 2 (pd) | 5:14(5:5) | Berry 3 (P) Birkett 6 (2P) Ritson 3 (P) Chapman 2 (pd) | Inverleith, Edynburg Widzów: 25 000 Sędzia: G.H.B. Kennedy |

| 28 marca 1910 | Francja         | 3:8(3:8) | Irlandia                                    | Parc des Princes, Paryż Widzów: 10 000 Sędzia: Vincent Cartwright |
| 28 marca 1910 | Guillemin 3 (P) | 3:8(3:8) | Smyth 3 (P) Thompson 3 (P) McClinton 2 (pd) | Parc des Princes, Paryż Widzów: 10 000 Sędzia: Vincent Cartwright |

## Inne nagrody
- Calcutta Cup –  Anglia (po zwycięstwie nad Szkocją)
- Drewniana łyżka –  Francja (za zajęcie ostatniego miejsca w turnieju)